# Diocèse de Matagalpa
Le diocèse de Matagalpa (en latin : Dioecesis Matagalpensis ; en espagnol : Diócesis de Matagalpa) est un diocèse de l'Église catholique du Nicaragua, suffragant de l'archidiocèse de Managua.

## Territoire
Le diocèse est situé sur le département de Matagalpa avec un territoire d'une superficie de 6 804 km2 divisé en 28 paroisses.  L'évêché est à Matagalpa où se trouve la cathédrale saint Pierre.

## Histoire
Il est érigé le 19 décembre 1924 par la constitution apostolique Animarum saluti du pape Pie XI en prenant sur le territoire de l'archidiocèse de Managua.
Le 18 juin 1982, il cède une portion de territoire pour l'érection de la prélature territoriale de Jinotega (aujourd'hui diocèse de Jinotega).
En 2022, Rolando José Álvarez Lagos, l'actuel évêque de Matagalpa, opposant au régime du président Daniel Ortega, refuse d'être expulsé vers les États-Unis en échange de sa liberté, comme 222 autres prisonniers politiques. La juge Nadia Camila Tardencilla, partisane de la dictature, condamne Álvarez à 26 ans de prison pour trahison à la patrie, atteinte à l’intégrité nationale et propagation de fausses nouvelles, il est également déchu de sa nationalité nicaraguayenne et de ses droits civiques. Il purge sa peine dans la prison de La Modelo de Tipitapa,.

## Évêques
- Isidro Carrillo y Salazar (1924-1931)
- Vicente Alejandro González y Robleto (1932-1938) nommé archevêque coadjuteur de Managua
- Isidro Augusto Oviedo y Reyes (1939-1946) nommé évêque de León en Nicaragua
- Octavio José Calderón y Padilla (1946-1970)
- Julián Luis Barni Spotti, O.F.M (1970-1982) nommé évêque de León en Nicaragua
- Carlos José Santi Brugia, O.F.M (1982-1991)
- Leopoldo José Brenes Solórzano (1991-2005) nommé archevêque de Managua
- Jorge Solórzano Pérez (2005-2010) nommé évêque de Granada
- Rolando José Álvarez Lagos (2011- )